# 李晓东 (歌手)
李晓东（1969年7月5日—），艺名李丰溢，中国内地男歌手、音乐人。

## 演艺经历
1988年，19岁的李晓东凭借着《张三的歌》、《远走的心》等四首翻唱作品，正式出道。
1992年，发行首张个人专辑《给我你的爱》，此专辑中的大部分歌曲是李晓东自己创作的。
1994年，受香港大地唱片的推荐，担任音乐合辑《校园民谣2》的主角，并演唱《冬季校园》等四首歌曲。
1995年，发行第二张个人专辑《快乐英雄》。
2000年，李晓东暂时退居幕后，并开始在北京做生意，期间既开过酒吧，也开过餐厅，但均以失败告终。
2012年9月，使用艺名“李丰溢”复出；同年12月，在北京小柯新剧场举办个人音乐会。
2016年，发行第三张个人专辑《星座4》。
2018年，李晓东放弃使用艺名“李丰溢”，改用本名参加湖南卫视音乐竞技节目《歌手2018》，以首发歌手身份参赛。